# Nyodes viettei
Nyodes viettei là một loài bướm đêm trong họ Noctuidae.